# محوطه گل باشی ۱
محوطه گل باشی ۱ در شهرستان طوالش، بخش مرکزی، روستای مریان واقع شده و این اثر در تاریخ ۱۶ شهریور ۱۳۸۳ با شمارهٔ ثبت ۱۱۱۲۵ به‌عنوان یکی از آثار ملی ایران به ثبت رسیده است.